# Chiesa di Sant'Antonio Abate (Castel Sant'Elia)
La chiesa di Sant'Antonio Abate è la parrocchiale di Castel Sant'Elia, in provincia di Viterbo e diocesi di Civita Castellana; fa parte della vicaria Faleritana.

## Storia
La prima pietra della chiesa di Sant'Antonio Abate venne posta nel 1720; l'edificio, voluto anche da papa Clemente XII, fu portato a compimento nel 1737 e aperto ufficialmente al culto il 7 maggio 1742 alla presenza del vescovo di Civita Castellana Bernardino Vari.
Tra il 1746 e il 1747 venne realizzato l'imponente affresco ritraente i Santi Elia, Anastasio e Nonnoso, adoranti il Salvatore con ai lati i Santi Pietro e Paolo; nel 1750 si provvide a realizzare il tabernacolo, poi sostituito nel 1902 da uno nuovo e riutilizzato per custodire l'Olio Santo.
Il tetto fu interessato nel 1950 da un intervento di rifacimento e nel 1983 la chiesa venne adeguata alle norme postconciliari; tra il 2006 e il 2007 un restauro riguardò la parrocchiale.

## Descrizione

### Esterno
La facciata a capanna della chiesa, rivolta a settentrione, è suddivisa da una cornice marcapiano in due registri, entrambi tripartiti da lesene; quello inferiore presenta centralmente il portale d'ingresso mistilineo, mentre quello superiore è caratterizzato da una finestra e coronato dal timpano di forma triangolare.
Annesso alla parrocchiale è il campanile a pianta quadrata, la cui cella presenta su ogni lato una monofora affiancata da lesene corinzie ed è coronata dalla cupoletta poggiante sul tamburo ottagonale.

### Interno
L'interno dell'edificio si compone di un'unica navata, sulla quale si affacciano le cappelle laterali introdotte da archi a tutto sesto e le cui pareti sono scandite da paraste sorreggenti la trabeazione modanata e aggettante sopra la quale si imposta la volta a botte; al termine dell'aula si sviluppa il presbiterio, rialzato di alcuni gradini, delimitato da balaustre e chiuso dall'abside quadrilatera. 